# Anthropogenes Biom
Der Begriff Anthropogenes Biom – kurz: Anthrom – bezeichnet einen Großlebensraum („Biom“), dessen wesentliche ökologische Eigenschaften auf den Einfluss der menschlichen („anthropogenen“) Landnutzung zurückgehen. Die Betrachtung schließt die im entsprechenden Lebensraum natürlich vorkommenden Pflanzen und Tiere („Biozönose“) sowie alle unbelebten Faktoren mit ein.
Zur Betrachtung von großräumigen Ökosystemen wird das Konzept der „Biome“ angewandt (auf globaler Ebene, im deutschen Sprachraum auch „Ökozonen-Modell“). Beide Verfahren beziehen sich bei der Festlegung der Raumkategorien primär auf die vorherrschenden natürlichen Faktoren. Da die Menschheit mittlerweile etwa ein Drittel der terrestrischen Nettoprimärproduktion verbraucht und mehr als 75 % der eisfreien Landoberfläche mehr oder weniger prägend beeinflusst (siehe auch: Hemerobie), haben die beiden amerikanischen Geographen Erle C. Ellis (* 1963) und Navin Ramankutty das 2008 veröffentlichte Modell der „Anthrome“ entwickelt. Der Begriff Anthrom ist eine Abkürzung für „Anthropogenes (= vom Menschen beeinflusstes) Biom“. Die Autoren haben 18 verschiedene Anthrome ausgewiesen sowie die verbleibenden ungenutzten Wildnisgebiete in drei Biome unterteilt. Diese Einteilung ermöglicht erstmals eine globale Darstellung des ökologischen Ist-Zustandes der Erde.
Um möglichst viele anthropogene Faktoren abzubilden, haben Ellis und Ramankutty bei der Kategorisierung eine Gewichtung aus Urbanität, Bevölkerungsdichte, Bodennutzung und natürlicher Ausstattung vorgenommen. Jede Fläche wurde dem Faktor zugeordnet, der dort jeweils die prägendste Rolle spielt. Anschließend wurden alle Flächen zusätzlich nach weiteren Kriterien (z. B. Biodiversität, Kohlenstoffkreislauf, Stickstoff-, Phosphor-Belastung) untersucht und gegliedert.

## Bevölkerungsdichte als Indikator
Der Bevölkerungsdichte räumten die Autoren eine entscheidende Rolle als Indikator für den anthropogenen Wandel von Ökosystemen ein. Bei den meisten historischen Veränderungen der ökologischen Gegebenheiten konnten ebenfalls Veränderungen der Bevölkerungszahlen festgestellt werden: Während lokale Gemeinschaften traditioneller Jäger und Sammler mit oftmals weniger als 0,1 Einwohnern auf einem Quadratkilometer in der Regel keinen messbaren Einfluss auf die Ökosysteme ausüben (konnten), erhöht der traditionelle Wanderfeldbau bis zu 10 E/km² signifikant die biologische Vielfalt. Diese Form der Landnutzung kann maximal 40 E/km² ernähren, ist jedoch nach vorsichtigeren Berechnungen bereits bei mehr als 6 E/km² nicht mehr dauerhaft tragfähig. Nicht industriell betriebener Dauerfeldbau hingegen ist notwendig, wenn die Fläche mehr als 100 E/km² ernähren soll. Dies hat jedoch bereits eine geringere Artenvielfalt zur Folge sowie eine deutliche Veränderung des Landschaftsbildes.
Je höher die Bevölkerungsdichte, desto intensiver muss die Landwirtschaft betrieben werden, um die Menschen ausreichend zu ernähren, und desto geringer wird die natürliche Vielfalt. Die Autoren geben an, dass 250 E/km² die Grenze der Bevölkerungsdichte darstellt, die eine traditionelle nicht-marktorientierte Subsistenzwirtschaft versorgen kann (Beispiel Reisterrassenanbau in Südostasien). Demnach sind moderne Ballungszentren nur noch mit Hilfe einer hochtechnisierten Landwirtschaft zu versorgen, die eine sehr weitreichende Umstrukturierung der natürlichen Gegebenheiten mit sich bringt. Neben dem Flächenverbrauch entstehen enorme Auswirkungen auf den Naturhaushalt, die bis hin zu den biogeochemischen Prozessen reichen.

## Die Gliederung der 18 Anthrome

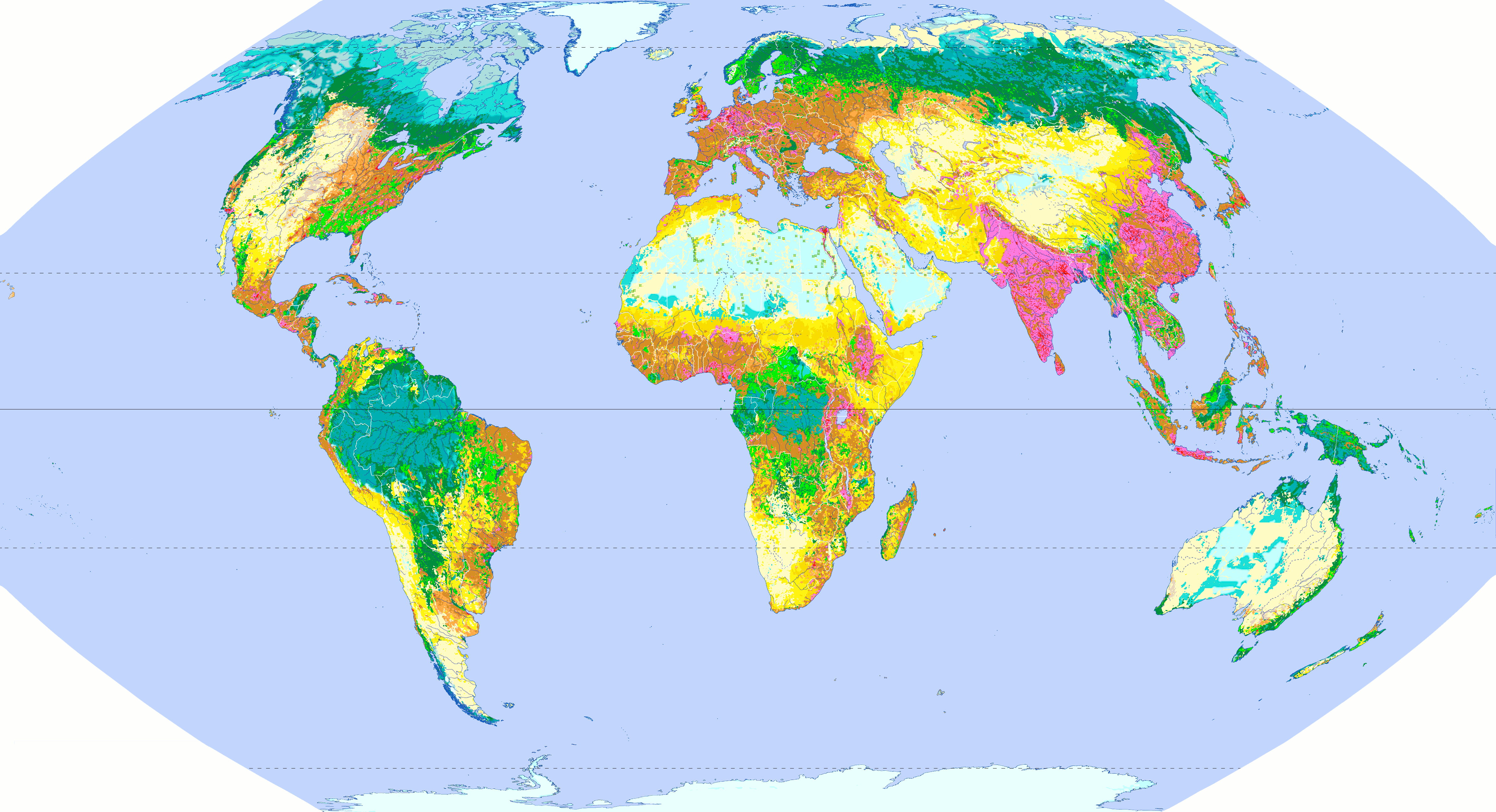
Landnutzung und Anthrome auf der Erde Anfang des 21. Jahrhunderts
(weitgehend flächentreue Eckert VI-Kartenprojektion)
Klicken Sie auf diesen Link, um eine große Ansicht der Karte mit gleichzeitig sichtbarer Legende zu erhalten:

| Anthropogene Landschaften (Bezeichn. der Anthrome nach Ellis und Ramankutty)   | Anteil Landfläche | Anteil Weltbevölk. | Bevölkerungsdichten   | Biodiversität* |  |
| ------------------------------------------------------------------------------ | ----------------- | ------------------ | --------------------- | -------------- |  |
| 1. Urbane Regionen                                                             |                   |                    |                       |                |  |
|  Städtische Ballungsräume (Urban)                                              | ca. 1 %           | ca. 29 %           | > 500 E/km² (⌀ 3172)  | anthr. ++      |  |
|  Zersiedeltes Umland (Dense Settlements, Villages)                             | ca. 6 %           | ca. 51 %           | 150–500 E/km² (⌀ 376) | anthr. −       |  |
| 2. Agrarregionen                                                               |                   |                    |                       |                |  |
| 2.1 Anbauregionen (Cropland)                                                   |                   |                    |                       |                |  |
|  Siedlungsnahe Kulturlandschaften (Residential irrigated, Res. rainfed mosaic) | ca. 15 %          | ca. 14 %           | 35–150 E/km² (⌀ 46)   | anthr. −       |  |
| ¤ Oasen                                                                        |                   |                    |                       |                |  |
|  Dünn besiedelte Ackerbaulandschaften (Populated irrigated, Pop. rainfed)      | ca. 5 %           | ca. 1 %            | > 1 E/km² (⌀ 6)       | anthr. −       |  |
|  Periphere Wirtschaftslandschaften (Remote cropland)                           | ca. 1 %           | ca. 0 %            | < 1 E/km² (⌀ 1)       | anthr. −−      |  |
| 2.2 Weideregionen (Rangeland)                                                  |                   |                    |                       |                |  |
|  Geregelte Weidelandschaften (Residential rangeland)                           | ca. 5 %           | ca. 4 %            | > 10 E/km² (⌀ 32)     | nativ/anthr. − |  |
|  Ungeregelte Weidelandschaften (Populated rangeland)                           | ca. 8 %           | ca. 1 %            | 1–10 E/km² (⌀ 4)      | nativ/anthr. + |  |
| 3. Waldregionen (Forests)                                                      |                   |                    |                       |                |  |
|  Wirtschaftswälder (Populated forests)                                         | ca. 8 %           | ca. 1 %            | > 1 E/km² (⌀ 3)       | nativ/anthr. + |  |
| 4. Biome der Wildnisregionen                                                   |                   |                    |                       |                |  |
| 4.1 Beeinflusste Wildnis                                                       |                   |                    |                       |                |  |
|  Periphere Weidelandschaften (Remote rangeland)                                | ca. 14 %          | ca. 0 %            | < 1 E/km² (⌀ 0)       | nativ +        |  |
|  Periphere Wälder (Remote forests)                                             | ca. 9 %           | ca. 0 %            | < 1 E/km² (⌀ 0)       | nativ +        |  |
| 4.2 Ursprüngliche Wildnis (Wild land)                                          |                   |                    |                       |                |  |
|  Urwälder (Wild forests, Intact forest landscapes)                             | ca. 7 %           | ca. 0 %            | < 1 E/km² (⌀ 0)       | nativ +        |  |
|  Waldtundren u. Savannen (Populated forests)                                   | ca. 5 %           | ca. 0 %            | < 1 E/km² (⌀ 0)       | nativ +        |  |
|  Zwergstrauch- und Graslandschaften (Sparse Trees)                             | ca. 2 %           | ca. 0 %            | < 1 E/km² (⌀ 0)       | nativ +        |  |
|  Halbwüsten und Wüsten (Barren)                                                | ca. 5 %           | ca. 0 %            | < 1 E/km² (⌀ 0)       | nativ +        |  |
|  Inlandeis                                                                     | ca. 9 %           | ca. 0 %            | < 1 E/km² (⌀ 0)       | nativ +        |  |

*) = Biodiversität nativ (von Natur aus) oder anthropogen (durch menschliche Aktivitäten), von hoch (+) bis sehr niedrig (−−)